# Système éducatif au Pakistan

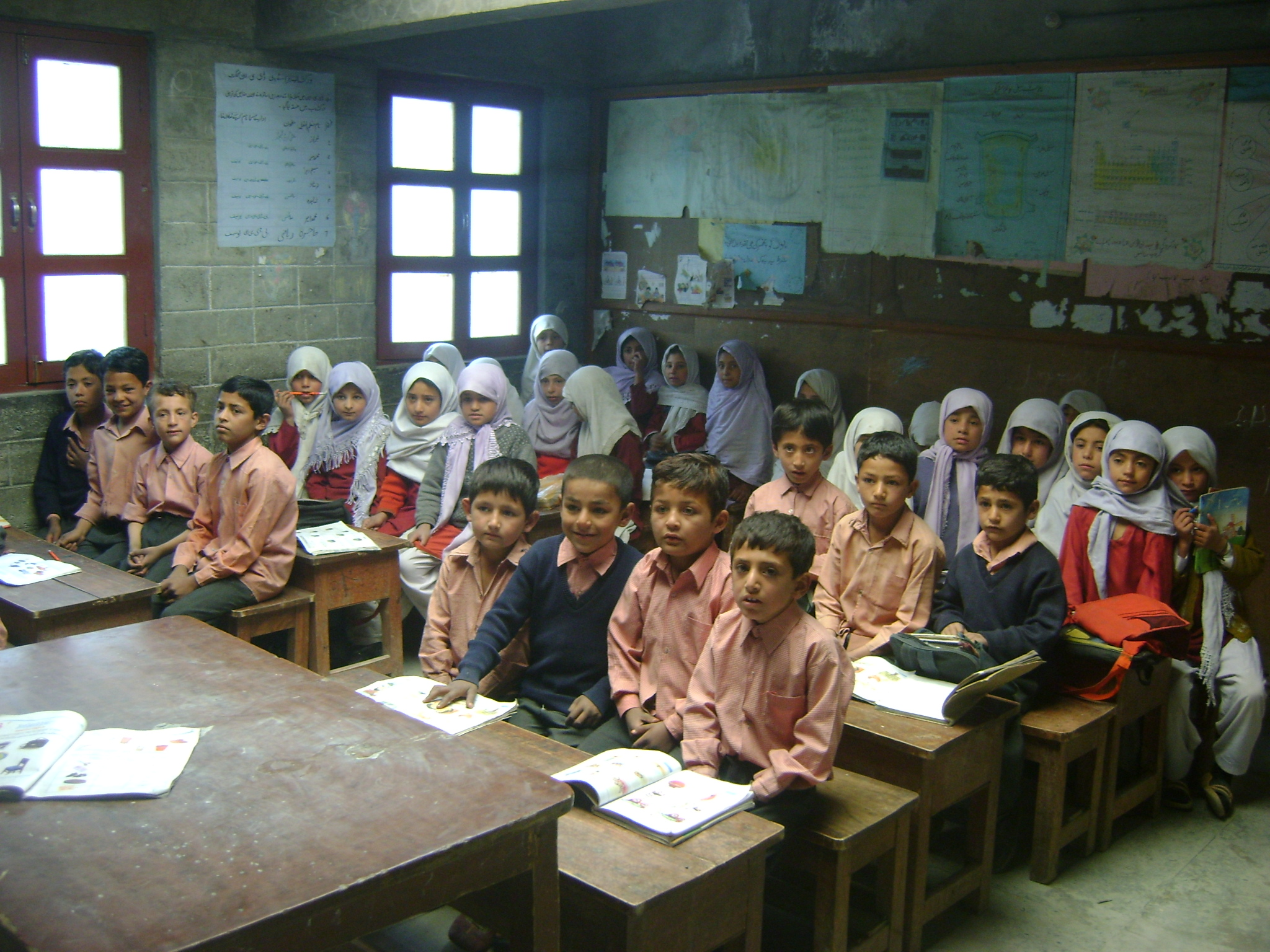
École dans le Gilgit-Baltistan.

Le système éducatif pakistanais est marqué par l'héritage britannique. Il est mis en place par le ministre fédéral de l’Éducation et par les quatre gouvernements provinciaux. L'article 25-A de la Constitution oblige l’État d'offrir une éducation gratuite et obligatoire pour les enfants âgés de 5 à 16 ans.   
Le système est divisé en cinq niveaux : l'enseignement primaire comprend les cinq premières années, le collège (middle school) de la sixième à la huitième année d'étude, le lycée (high school) les neuvièmes et dixièmes années, puis (intermediate) de la onzième à la treizième année. Ensuite les élèves atteignent l'enseignement supérieur (université) menant au cycle prégradué (undergraduate) puis au cycle avancé (graduate school).
Pourtant obligatoire, seuls 80 % des Pakistanais sont scolarisés dans l'enseignement primaire, un taux qui décroît très rapidement au fil des années. Seuls 44 % atteignent le niveau secondaire et moins de 6 % l'université. Les disparités régionales sont très importantes, les régions rurales étant peu favorisées. Le système souffre d'un manque de financement.

## Statistiques
Selon les chiffres du ministère de l'éducation, on compte 256 088 établissements scolaires pour l'année scolaire 2007-2008 qui scolarisent 37 462 884 élèves. Environ 71 % des établissements sont publics et scolarisent 67 % des élèves. Environ 56 % des élèves sont des garçons.
Le secteur public engage 756 000 professeurs et le secteur privé 606 000. Ainsi, l'encadrement moyen dans le public est de un professeur pour 33 élèves, contre un professeur pour 20 élèves dans le secteur privé. Sur un total de 1,36 million de professeurs, 51 % sont des femmes, dont 38 % dans le secteur public et 67 % dans le secteur privé.
On trouve 741 092 étudiants dans le pays, dont 54 % de garçons, dans les 124 universités du pays, en majorité publiques.